# Tokijský proces
Tokijský tribunál nebo také Mezinárodní vojenský tribunál pro Dálný Východ (International Military Tribunal for the Far East) byl zřízen k souzení a potrestání vůdců Japonska po druhé světové válce.

## Proces
Tribunál se měl zabývat třemi typy zločinů spáchaných během druhé světové války:
- Zločiny proti míru
- Válečné zločiny
- Zločiny proti lidskosti

Válečné zločiny méně významných (níže postavených) osob byly souzeny zvlášť v jiných městech.
Tribunál se konal od 3. května 1946 do 12. listopadu 1948.
Ze zločinů proti míru bylo obviněno 25 vojenských a politických představitelů. Více než 300 000 japonských občanů bylo obviněno z válečných zločinů a zločinů proti lidskosti, většinou z týrání a zneužívání vězňů. Zločiny spáchané japonskými jednotkami během okupace Koreje a Číny (zvláště pak Mandžuska) nebyly součástí procesu. Čína sama vedla 13 tribunálů, které vedly k 504 odsouzením a 149 popravám.
Japonský císař Hirohito a princ Asaka nebyli soudně stíháni za účast na jakýchkoli zločinech. Kiši Nobusuke, který byl podezřelý ze spáchání zločinů proti míru, ale nikdy nebyl souzen, se později stal předsedou vlády.

## Vznik tribunálu

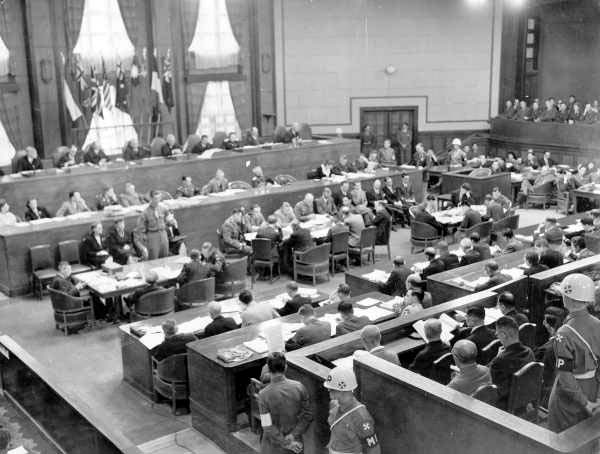
Pohled na tribunál, vzadu je lavice soudců.

Právním základem pro tento soud je Charta Mezinárodního vojenského tribunálu pro Dálný Východ, která byla vyhlášena 19. ledna 1946. Charta určila zákony a postupy, kterými se měl Tribunál řídit, včetně typů zločinů. 25. dubna 1946 byla v souladu s ustanovením Článku 7 Charty vyhlášena původní Pravidla postupů Mezinárodního vojenského tribunálu pro Dálný Východ spolu s jejich pozměňovacími návrhy.
Tribunálu předsedala porota složená z jedenácti soudců – každý byl jmenován jednou z vítězných spojeneckých mocností (USA, SSSR, Velká Británie, Čína, Nizozemí, Prozatímní vláda Francouzské republiky, Austrálie, Nový Zéland, Kanada, Britská Indie a Filipíny).

## Žalobci
| Země                                   | Prokurátor                       |
| -------------------------------------- | -------------------------------- |
| Vrchní prokurátor (USA)                | Joseph Keenan                    |
| Austrálie                              | soudce Alan Mansfield            |
| Kanada                                 | brigádní generál Henry Nolan     |
| Čína                                   | Hsiang Che-Chun                  |
| Prozatímní vláda Francouzské republiky | Robert L. Oneto                  |
| Britská Indie                          | P. Govinda Menon                 |
| Nizozemí                               | W.G. Frederick Borgerhoff-Mulder |
| Nový Zéland                            | brigádní generál Ronald Quilliam |
| Filipíny                               | Pedro Lopez                      |
| Velká Británie                         | Arthur Comyns-Carr               |
| SSSR                                   | Sergej Alexandrovič Golunskij    |

## Soudci
| Země                                   | Soudce                                                                  |
| -------------------------------------- | ----------------------------------------------------------------------- |
| Austrálie                              | William Webb                                                            |
| Kanada                                 | Edward Stuart McDougall                                                 |
| Čína                                   | generálmajor Mei Ju-ao                                                  |
| Prozatímní vláda Francouzské republiky | Henri Bernard                                                           |
| Britská Indie                          | Radhabinod Pal                                                          |
| Nizozemí                               | profesor Bert Röling                                                    |
| Nový Zéland                            | Harvey Northcroft                                                       |
| Filipíny                               | plukovník Delfin Jaranilla                                              |
| Velká Británie                         | Lord Patrick                                                            |
| USA                                    | John P. Higgins                                                         |
|                                        | generálmajor Myron C. Cramer (nahradil soudce Higginse v červenci 1946) |
| SSSR                                   | generálmajor Ivan Michejevič Zarjanov                                   |

## Obvinění
| Počet  | Trestný čin |
| ------ | --- |
| 1      | Vypracování nebo výkon všeobecného plánu nebo spiknutí za účelem vedení války nebo válek s porušením mezinárodního práva jako vůdce, organizátor, podněcovatel nebo spoluviník. |
| 27     | Vedení nevyprovokované války proti Číně. |
| 29     | Vedení agresivní války proti Spojeným státům. |
| 31     | Vedení agresivní války proti Britskému Commonwealthu. |
| 32     | Vedení agresivní války proti Nizozemí. |
| 33     | Vedení agresivní války proti Francii (v Indočíně). |
| 35, 36 | Vedení agresivní války proti SSSR. |
| 54     | Přikázání, schválení a povolení nelidského zacházení s válečnými zajatci a jinými osobami.                                                                                      |
| 55     | Úmyslné a bezohledné zanedbání povinnosti učinit adekvátní kroky k zabránění ukrutnostem.                                                                                       |

## Rozsudky
Souzeno bylo 28 obžalovaných, většinou vojenských a politických vůdců. Dva obžalovaní (Jósuke Macuoka a Osami Nagano) zemřeli přirozenou smrtí před vynesením rozsudku. Šúmei Ókawa se během soudního řízení nervově zhroutil a nakonec souzen nebyl.
Sedm osob bylo odsouzeno k smrti oběšením za zločiny proti míru, válečné zločiny a zločiny proti lidskosti. Byli popraveni ve vězení Sugamo v Ikebukuro v prosinci 1948:
- Generál Kendži Doihara, tajný agent (později velitel leteckých sil)
- Baron Kóki Hirota, ministr zahraničí
- Generál Seiširó Itagaki, ministr války
- Generál Heitaró Kimura, vojenský velitel expedičního vojska v Barmě
- Generál Iwane Macui, vojenský velitel expedičního vojska v Šanghaji a armády v oblasti centrální Číny
- Generál Akira Mutó, vojenský velitel expedičního vojska na Filipínách
- Generál Hideki Tódžó, vojenský velitel kwantungské armády (později předseda vlády)

Šestnáct dalších bylo odsouzeno k doživotnímu vězení, tři (Koiso, Širatori a Umezu) zemřeli ve vězení, zatímco zbylých třináct bylo v roce 1955 podmínečně propuštěno:
- Generál Sadao Araki, ministr války
- Plukovník Kingoró Hašimoto, hlavní strůjce druhé japonsko-čínské války
- Polní maršál Šunroku Hata, ministr války
- Baron Kiičiró Hiranuma, předseda vlády
- Naoki Hošino, hlavní tajemník vlády
- Okinori Kaja, dodavatel opia do Číny
- Markýz Kóiči Kido, lord strážce pečeti (Lord Keeper of the Privy Seal)
- Generál Kuniaki Koiso, guvernér v Koreji, později předseda vlády
- Generál Džiró Minami, vojenský velitel kwantungské armády
- Admirál Takazumi Oka, ministr námořnictva
- Generál Hiroši Óšima, velvyslanec v Německu
- Generál Kenrjó Sató, vedoucí Kanceláře pro vojenské záležitosti
- Admirál Šigetaró Šimada, ministr námořnictva
- Tošio Širatori, velvyslanec v Itálii
- Generál Teiiči Suzuki, předseda vládní dozorčí rady
- Generál Jošidžiró Umezu, ministr války

Dvěma obžalovaným byly vyměřeny časově omezené tresty – jeden byl odsouzen na dvacet let, druhý na sedm. Ministr zahraničí Šigenori Tógó (odsouzen k dvacetiletému vězení) v roce 1949 ve vězení zemřel. Ministr zahraničí Mamoru Šigemicu, který byl odsouzen k sedmiletému trestu, byl v roce 1950 podmínečně propuštěn a pokračoval v působení jako ministr zahraničí ve vládě premiéra Ičiró Hatojama.

## Kritika tribunálu
Kritika trestního tribunálu pro Dálný Východ byla z velké části shodná s kritikou tribunálu v Norimberku, včetně kritizování uplatňování retroaktivity a označování tribunálu za „spravedlnost vítězů“.
Ovšem tribunál měl i další slabé stránky. Jednu z nich je možno vidět v tom, že na rozdíl od Norimberku tento tribunál byl pod přímým vlivem Američanů. Byť členové tribunálu zastupovali 11 různých spojeneckých zemí, byl zde pouze jeden tým obžaloby (oproti čtyřem v Norimberku), vedený Američanem Josephem B. Keenanem. Tento tribunál mnozí také považovali za způsob, jak zbavit císařskou rodinu trestní odpovědnosti.

### Spravedlnost vítězů
Indický soudce Radhabinód Pal ve svém minoritním vótu namítal, že je Japonsko nevinné. Napsal: „Pokud je souzeno Japonsko, měli by být zároveň souzeni i Spojenci.“ Avšak jeho názor většina soudců v Tokiu nesdílela.
Omezení soudních procesů a potrestání Tokijským tribunálem na japonské občany vedlo k obvinění, že se jedná pouze o tzv. spravedlnost vítězů (čili mstu) a že válečné zločiny Spojenců souzeny nebudou. Avšak je běžné, že ozbrojené složky civilizovaných zemí vybaví své jednotky detailním poučením o tom, co je a co není povoleno jejich vojenským řádem. Tento řád je vypracován tak, aby zahrnoval všechny mezinárodní smlouvy a obyčejové válečné právo. Proto když příslušníci ozbrojených složek Spojenců porušili své vojenské řády, mohli být a také byli souzeni, jako například po masakru v Biscari (i když v tomto a i jiných případech je nutno dodat, že postavení před soud je věc jedna, ale odsouzení vlastních válečných zločinců a zjednání přiměřené spravedlnosti je věc druhá).
Bezpodmínečná kapitulace států Osy byla neobvyklá a vedla přímo k vytvoření mezinárodního tribunálu. Po ukončení mezinárodních válek byla většinou opatření týkající se podezřelých ze spáchání válečných zločinů zahrnuta v mírové smlouvě. Ve většině případů byli tito podezřelí, kteří se nestali válečnými zajatci, souzeni jurisdikcí jejich vlastního státu. Spojenci tím, že omezili působnost mezinárodního tribunálu pouze na podezřelé ze států Osy, jednali v rámci běžného mezinárodního práva.[zdroj?]

### Snaha o zbavení viny císařské rodiny
Mnoho historiků kritizuje činnost Douglase MacArthura a jeho podřízených, která usilovala o očištění císaře Hirohita a všech členů císařské rodiny zapletených do války (jako byli princové Čičibu, Takeda, Asaka, Higašikuni a Fušimi).
Ještě před vlastním zahájením tribunálu MacArthur a jeho tým usilovali nejen o to, aby císařská rodina nebyla obžalována, ale také o zkreslení výpovědí obžalovaných, aby se ujistili, že nikdo císaře ani veřejně neobviní. Obvinění, kteří byli umístěni ve vězení Sugamo, formálně slíbili chránit svého panovníka proti jakémukoli nařčení z odpovědnosti za válku.